# Beat Rudolf Jenny
Beat Rudolf Jenny (* 30. November 1926 in Stein; † 1. April 2025 in Liestal) war ein Schweizer Historiker und Lehrer.

## Leben
Beat Rudolf Jenny wuchs in Chur auf und besuchte dort die Schulen. Ab 1946 studierte er in Basel Geschichte und Germanistik. 1947 setzte er sein Studium in Zürich fort und besuchte Vorlesungen und Übungen bei Karl Siegfried Bader, H. Barth, Marcel Beck, Rudolf Hotzenköcherle, E. Hohwald, Gotthard Jedlicka, Werner Kägi, Anton Largiadèr, E. Meyer, Leonhard von Muralt, Emil Staiger, Max Silberschmidt und Richard Weiss. Nach einer Unterbrechung 1949/50 erwarb er 1954 das Diplom für das höhere Lehramt. Danach Fortsetzung des Studiums in Montpellier, wo er Vorlesungen und Übungen bei Bon, Combes und Gallet de Santerre besuchte. Im Sommer 1955 promovierte er in Zürich mit der Dissertation: Graf Froben Christoph von Zimmern 1519–1566 Geschichtsschreiber. Erzähler. Dynast. Es folgte eine Beteiligung an archäologischen Ausgrabungen unter Leitung von Walter Drack im Münster Schaffhausen. Danach Lehrtätigkeit. 2003 erhielt er den Melanchthonpreis der Stadt Bretten. Er war seit 2013 Ehrendoktor der Universität Basel. Damit wurde er für seine jahrzehntelange Arbeit an der Edition der Amerbachkorrespondenz, deren Vollendung und seine begleitenden Studien geehrt.